# 箕子台街道
箕子台街道，是中华人民共和国河南省周口市西华县下辖的一个乡镇级行政单位。

## 行政区划
箕子台街道下辖以下地区：
唐宋岗社区、朝阳社区、紫竹花园社区、箕子台路社区、程庄社区、红花路社区、东湖社区、城隍庙社区、英才社区、明诚苑社区和阳光社区。